# Дрокија
Дрокија је град и седиште Дрокијског рејона, удаљен 174,4 km северно од Кишињева. Име града потиче од румунског назива за дропљу (рум. dropie).

## Историја
Дрокија је први пут споменута 1777. године од стране хроничара. До 1830. године то је било мало насеље са 25 породица. У документу који датира из 1847. године је забележено да је те године основано прво предузеће у граду, које се бавило производњом грожђа.
Крајем 19. века са изградњом железнице долази до већег индустријског развоја града. Некада је место (у то време село) било познато по називу Drochia-Gară (буквалан превод: железничка станица Дрокија). Статус града добија 1973. године.

## Становништво
Према попису, у граду је 2014. живело 13.150 становника.
| Етнички састав          |             |             |
| Народ                   | попис 1930. | попис 2004. |
| Молдавци (Румуни)       | 181         | 12,864      |
| Рутени (Украјинци)      | 77          | 2,600       |
| Руси                    | 209         | 986         |
| Јевреји                 | 112         | 13          |
| Бугари                  | –           | 22          |
| Гагаузи                 | –           | 18          |
| Пољаци                  | 5           | 6           |
| Роми                    | –           | 2           |
| Јермени                 | 7           | 95          |
| Срби, Хрвати и Словенци | 1           | 95          |
| остали                  | 3           | 95          |
| Укупно                  | 595         | 16,606      |

| Матерњи језик |             |
| Језик         | попис 1930. |
| Румунски      | 198         |
| Руски         | 210         |
| Јидиш         | 102         |
| Украјински    | 80          |
| Пољски        | 4           |
| остали        | 1           |
| Укупно        | 595         |

## Медији
- Радио Кишињев - 93,8 MHz
- Глас Бесарабије - 101,0 MHz

## Међународни односи
Дрокија је побратимљена са:
- Барисав, Белорусија
- Дорохој, Румунија
- Коломија, Украјина
- Радауци, Румунија
- Пинето, Италија

## Галерија
- Споменик Михају Еминеску
- Аутобуска станица
- Средња школа
- Катедрала Успења Пресвете Богородице